# Franz Crahay
Franz Crahay (né à Olne en 1923 et mort à Liège en 1988) est un philosophe belge. Ses recherches portent sur la logique, l'épistémologie et l'histoire de la philosophie.

## Biographie
Franz Crahay enseigne à l'Université Lovanium (Congo) puis à celle de Liège (Belgique).
Au terme  de ses études, en 1951, son travail sur « Le Problème de la vérité » a été couronné par le Prix Durkheim de l'Université de Paris.
La réception de son livre sur « le problème du non-sens » a débordé  le champ des logiciens.
Sa réflexion sur les « conditions d'une philosophie bantoue » constitue une référence cruciale dans les débats sur les pratiques philosophiques en Afrique,,.

## Œuvres
- Le Formalisme logico-mathématique et le problème du non-sens, Paris, Les Belles Lettres, 1957[6].
- « L’argument ontologique chez Descartes et Leibniz et la critique kantienne », Revue philosophique de Louvain, 1949, vol. 47, 16, p. 458-468.
- « A propos d'une réduction fallacieuse des notions d'existence et de vérité », Actes du XIe Congrès international de philosophie, Amsterdam, North-Holland Publishing & Louvain, Nauwelaerts, 1953, p. 156-159[7].
- « Le décollage conceptuel : conditions d'une philosophie bantoue », Diogène, 1965, 52, p. 61-84.
- « Perspective(s) sur les philosophies de la Renaissance, Revue philosophique de Louvain, 1974, vol. 72, 16, p. 655-677.
- « Le principe de parcimonie », Diogène, janvier-mars 1974, 85.
- « Idéologie et terrorisme intellectuel », Réseaux, 1976, 28-29, p. 87-105.
- « La pratique du soupçon chez Marx et chez Nietzsche », Cahiers internationaux de symbolisme, 1985, 51-52-53, Philosophie et soupçon[8], p. 9-29.